# Tvrdaci
Tvrdaci su naseljeno mjesto u općini Foči, Republika Srpska, BiH. Nalazi se uz granicu s Crnom Gorom, južno od rijeke Ćehotina. Istočno je rječica Skakavac, a južno Vukojnički potok. Sastoji se od tri zaseoka [Donje selo, Gornje selo i Rajtići], u kojima su živile porodice Mujanović, Nurak, Ganović, Bukva, Hodžić, Duraković, Bekan i Šljivo.
Graniči s mjestima Vikoč,Skakavac ispod Ječmišta, Fališi i Poda, a administrativno pripada mjesnoj zajednici Zavajt.
Mjesto je bogato crnogoričnom šumom, pretežno smrčom i izvorima pitke vode, dok šljiva požega dominira nad drugim sortama voća. Pogodan je prostor za razvoj stočarstva.
Tijekom mjeseca kolovoza 1992. godine, stanovnici Tvrdaka su protjerani, a objekti zapaljeni i do temelja uništeni. Također je devastirana i uništena elektro mreža koja je selo napajala strujom tako da trenutno nema ni minimum uslova za život čovjeka.

## Stanovništvo
| Narod     | Popis 1961. | Popis 1971. | Popis 1981. | Popis 1991. |
| --------- | ----------- | ----------- | ----------- | ----------- |
| Hrvati    |             |             |             |             |
| Muslimani |             | 102         | 96          | 38          |
| Srbi      | 8           | 14          |             | 7           |
| ostali    | 107         |             |             |             |
| Ukupno    | 115         | 102         | 110         | 45          |